# Daniel Winkler (Kletterer)
Daniel Winkler (* 3. August 1986 in der Schweiz) ist ein Schweizer Sportkletterer. Er gewann mehrere Jugend-Europacups und wurde 2005 Junioren-Weltmeister.

## Erfolge
- 2002, 2003, 2005: Gewinner mehrerer Jugend-Europacups
- 2003: Gewinner der Jugend-Europacup-Gesamtwertung
- 2004: Schweizermeister im Lead und dritter Platz bei den Schweizermeisterschaften im Bouldern
- 2005: Junioren-Weltmeister (Lead)
- 2005: Schweizermeister im Bouldern
- 2006: Silbermedaille beim 3. Weltcup in Kuala Lumpur, Malaysia
- 2006: Finalqualifikation und Sechster Platz beim 2. Weltcup in Xining, China
- 2006: Sechster Platz bei der Europameisterschaft in Jekaterinburg, Russland
- 2006: Bronze bei der Schweizermeisterschaft im Speed
- 2007: Vize-Schweizermeister im Lead
- 2010: Achter Platz bei den Militärweltspielen